# Acanthoecida
Acanthoecida es un orden de protistas de la clase Choanoflagellatea. Como otros coanoflagelados se caracterizan por la presencia de un collar o corona formado por microvellosidades recubiertas de moco alrededor de un flagelo. Además, las células se rodean de una loriga formada por costillas silíceas con una testa orgánica parcial o completa situada sobre el interior de la superficie de la célula.